# بول دي ميو
بول دي ميو (بالإنجليزية: Paul De Meo)‏، كاتب سيناريو أمريكي ومنتج أفلام. وهو أيضاً صانع ألعاب فيديو ويعمل في الكثير من الأحيان مع داني بيلسون.

## كتابة الاعتمادات
منطقة الجنود (1985)
ترانسيرس (1985)
المزيلات (1986)
كونغ فو: الجيل القادم (1987)
بولز بوندرز (1988)
الرجال الخطأ (1988)
الساحة (1989)
فلاش (1990-91)
ذا روكيتير (1991)
الحارس (1996-97)
فايبر (1996-99)
الفصيل الأحمر: الأصول (2011)
وقد كتب أيضاً أثنين من الكوميكس على أساس سلسلة الفصيل الأحمر. Armegeddon والفصيل الأحمر: حرب العصابات: حريق على سطح المريخ التي تنتجها وايلد ستورم كوميكس.

## وصلات خارجية
- بول دي ميو على موقع IMDb (الإنجليزية)
- بول دي ميو على موقع ألو سيني (الفرنسية)
- بول دي ميو على موقع أول موفي (الإنجليزية)
- بول دي ميو على موقع قاعدة بيانات الفيلم (الإنجليزية)
- بول دي ميو على موقع كينوبويسك (الروسية)